# Comuna Dîcikiv
Dîcikiv (în ucraineană Дичків) este o comună în raionul Ternopil, regiunea Ternopil, Ucraina, formată din satele Dîcikiv (reședința) și Krasivka.

## Demografie
Componența lingvistică a comunei Dîcikiv
     Ucraineană (99,74%)
     Alte limbi (0,26%)
Conform recensământului din 2001, majoritatea populației comunei Dîcikiv era vorbitoare de ucraineană (99,74%), existând în minoritate și vorbitori de alte limbi.